# Маргіана
37°36′00″ пн. ш. 61°50′00″ сх. д. / 37.6° пн. ш. 61.83333333° сх. д.
Маргіана ([Μαργιανή] Помилка: {{Lang}}: недійсний параметр: |romaniz= (допомога), давньоперська: Marguš, середньоперська: Marv) — історична область, орієнтована на оазу Мерва, і була сатрапією держави Ахеменідів в Бактрії, згаданих в Бехістунському написи. Найбільшим містом якої був Мерв. Існувала з 281–261 до н. е. до 651 року.
Отримала назву по імені головного міста — Мерва. Вона розташовувалася в долині річки Мургаб, яка має джерела витоку в горах Афганістану, і проходить через район Мургаб в сучасному Афганістані, а потім доходить до оази Мерва в сучасному Туркменістані. Маргіана межувала з Південною частиною Парфією, на півдні з Арією, на сході з Бактрією і на півночі з Согдіаною.
У 521 р. до н. е. очолювані Фраді маргіанци підняли невдале повстання проти Дарія I. Пізніше Маргіана входила до складу держави Олександра Македонського, держави Селевкідів і Парфянского царства. В середні віки її землі увійшли в Хорасан.

## Культура
Перші сліди міської цивілізації, виявлені в районі древньої дельти Мургаба і в Мервській оазі, відносяться до IX — VI віків до н. э.
Дослідження древнього поселення на пагорбах Яз-Депе, розташованих на північ від Байрамали, відкрили потужну цитадель, яка колись була споруджена на високій восьмиметровій платформі з сірцової цеглини і оточена оборонною стіною. Поселення Яз-Депе займало площу 16 га. У південній частині Яз-Депе вдалося виявити залишки монументального палацу з прямокутним центральним залом, чотирма коридорами і товстими стінами. Можливо, цей палац був навіть двоповерховим. Виникнення цього відносно невеликого, але добре укріпленого поселення
Саме на території Маргіани і сусідній з нею Бактрії в епоху бронзи виникає самобутня архітектура, що не має аналогів в інших областях давньосхідного світу. Розкопки показали, що країна Маргіана (Маргуш) мала розвинену культуру, про що свідчать знахідки керамічного і металевого друку, теракотових статуеток, амулетів і посудин, у тому числі ритуального призначення. У IX столітті до н. э. тут вже розвивалася іригація і був побудований магістральний канал. Будучи логічним продовженням традицій будівельної культури енеоліту передгір'їв Копетдага, бактро-маргіанскі пам'ятники демонструють зрілі, зведені за усіма правилами будівельного мистецтва, архітектурні твори. Це дає вагомі аргументи на користь гіпотези про існування в цей історичний відрізок часу на півдні Туркменістану самостійної архітектурної школи. Її відмінними рисами були замкнутість планування, строга орієнтація по сторонах світу, симетрія.